# ヴロツワフ大学

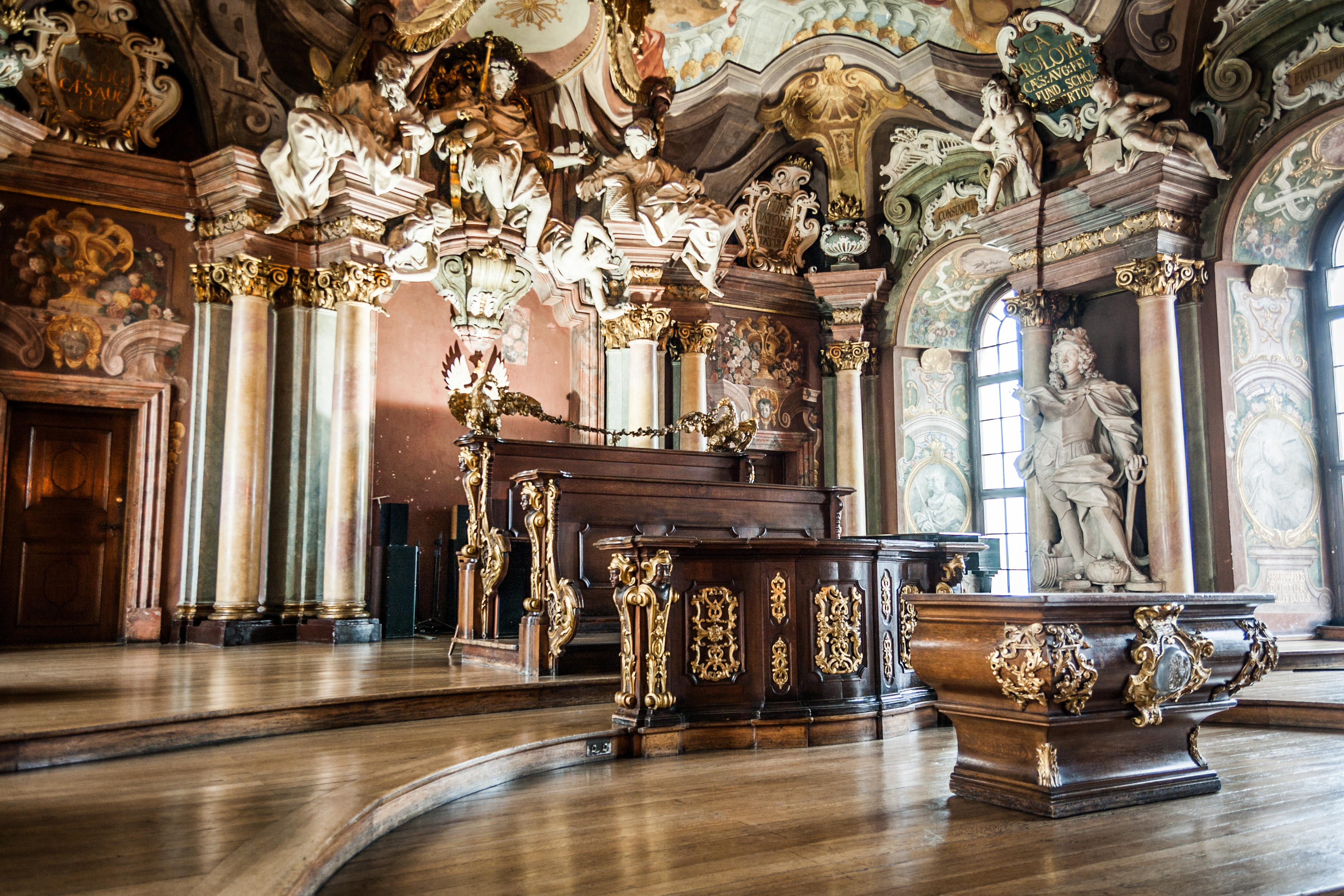
Aula Leopoldina

ヴロツワフ大学（ポーランド語: Uniwersytet Wrocławski、英語: University of Wrocław、ラテン語: Universitas Wratislaviensis）は、ポーランドのヴロツワフにある研究大学。1702年に設立され、中央ヨーロッパ最古の高等教育機関のひとつとされる。

## 歴史
ヴロツワフに大学が設立されたのは16世紀に溯る。16世紀にヴロツワフの市の委員会は大学を設立し ウラースロー2世 に裁可を受けたが、クラクフのヤギェウォ大学の反対により大学はすぐに閉鎖された。200年後の1702年頃神聖ローマ皇帝レオポルト1世 がイエズス会の小さいアカデミーを創設し、レオポルト・アカデミーと命名した。
シレジア戦争で シレジアがプロイセンに統合されると、アカデミーはフランクフルト・アン・デア・オーダーにあったプロテスタント系のViadrina大学に吸収された。1809年にSchlesische Friedrich-Wilhelms-Universität zu Breslauという名前になっていた大学は、1811年にUniversitatis Literarum Vratislaviensisとして設立された。初めは哲学、薬学、法学、プロテスタント神学、カトリック神学の5つの学部が設けられた。
19世紀の後半に大学は急速に発展した。19世紀にはブレスラウ大学（ドイツ語: Universität Breslau）と呼ばれた。この時代国際的に有名な学者たちが講義を行い、その中にはペーター・グスタフ・ディリクレ、フェルディナント・コーンやグスタフ・キルヒホフが含まれる。
第2次大戦後、ソビエト連邦がヴロツワフを占領し、ヴロツワフはポーランド領となった。ドイツ人は追放され、大学の図書館の資料はドイツ軍が街を明渡した4日後、ソビエト軍によって燃やされた。
大学の建物の70%は破壊されていたが、修理が行われ、そこにソ連のウクライナ共和国領となったルヴフから名門ルヴフ大学のポーランド人教授陣が1945年5月にヴロツワフに到着し、ルヴフ大学の収蔵物をそっくりそのまま移管してポーランドの国立大学「ヴロツワフ大学」として1945年8月24日に再建された。ルドヴィク・ヒルシュフェルト（Ludwik Hirszfeld）によって最初の講義が1945年11月15日に行われた。

## 学部
- バイオテクノロジー
- 化学
- 文献学
- 物理学・天文学
- 数学・情報科学
- 生物学部
- 歴史学・教育学
- 地質学・環境教育学
- 社会科学
- 法律学・行政学・経済学

## ゆかりの人物
- クララ・イマーヴァール
- オットー・シュテルン
- グスタフ・フライターク
- ヨハネス・ブラームス